# Westway, Texas
Westway là một nơi ấn định cho điều tra dân số (CDP) thuộc quận El Paso, tiểu bang Texas, Hoa Kỳ. Năm 2010, dân số của nơi này là 4188 người.